# Bundesstraße 496
De Bundesstraße 496 (afkorting: B 496) is een 10 kilometer lange bundesstraße in de Duitse deelstaat Nedersaksen.

## Verloop
De weg begint In Hann. Münden op een kruising met de B 3 Hannover-Kassel.
De weg loopt door Staufenberg en Lutterberg om bij afrit Hann. Münden/Lutterberg aan te sluiten op de A 7 Flensburg-Füssen.
De B 496 ten zuiden van de wijk Bonaforth in Hann. Münden

## Geschiedenis
De Bundesstraße 496 werd in het begin van de jaren 70 van de 20e eeuw ingesteld om de verbinding tussen de stad Hann. Münden en de A7 te verbeteren. Daarom werd ook de aansluiting met de A7 opnieuw aangelegd.
B1 · B3 · B3n · B4 · B5 · B6 · B6n · B27 · B51 · B61 · B64 · B65 · B68 · B69 · B70 · B71 · B72 · B73 · B74 · B74n · B75 · B79 · B80 · B82 · B83 · B188 · B190n · B191 · B195 · B207 · B209 · B210 · B211 · B212 · B213 · B214 · B215 · B216 · B217 · B218 · B238 · B239 · B240 · B241 · B242 · B243 · B243a · B244 · B245a · B247 · B248 · B322 · B401 · B402 · B403 · B404 · B408 · B431 · B433 · B434 · B435 · B436 · B437 · B438 · B439 · B440 · B441 · B442 · B443 · B444 · B445 · B446 · B447 · B461 · B475 · B482 · B490 · B493 · B494 · B495 · B496 · B497 · B524 · B530